# Временнообязанные крестьяне
Временнообязанные крестьяне — бывшие помещичьи крестьяне, получившие личную свободу согласно Положениям Александра Второго от 19 февраля 1861 года, но не выкупившие землю у помещика и потому продолжавшие исполнять оброк или барщину за пользование помещичьей землёй.

## История
Свод законов Российской империи (т. IX изд. 1876, примеч. к ст. 782), понимал под «временнообязанными крестьянами» категорию («разряд») сельских обывателей, «состоящих к владельцу земли в обязательных поземельных отношениях», и подводил под это понятие всех «обязанных крестьян, проживающих на землях владельческих по контрактам и договорам». Права состояния у временнообязанных крестьян не отличались от прав крестьян-собственников.
По отношению к общине временнозависимых крестьян помещик являлся «попечителем» и имел право требовать смены администрации (в том числе сельских старост) и осуществлять полицейские функции.
Хотя положения 1861 года и не содержали срока завершения реформ, по мере прогресса выкупной операции число временнообязанных крестьян падало:
- к 19 февраля 1870 года на выкуп перешли 66,6 % из них;
- к 1 января 1881 года на выкупе были 84,7 % (оставались временнообязанными лишь 1 552 403 из 10 169 725 ревизских душ), поскольку помещики предпочитали выкуп в случае менее плодородных земель, ситуация сильно зависела от губернии (68 % временнобязанных в Ставропольской и лишь 1 % в Оренбургской).

Переход к выкупу стал обязательным с 1 января 1883 года по закону от 28 декабря 1881 года. К концу XIX века разряд временнообязанных крестьян сохранился лишь в Закавказье. Временнообязанничество было полностью отменено только в 1917 году.